# Richard Glazebrook
Richard Tetley Glazebrook, född den 18 september 1854 i West Derby, Liverpool, död den 15 december 1935 i Limpsfield, Surrey var en brittisk fysiker. Han var främst verksam inom elektrisk mätteknik och flygteknik.

## Biografi

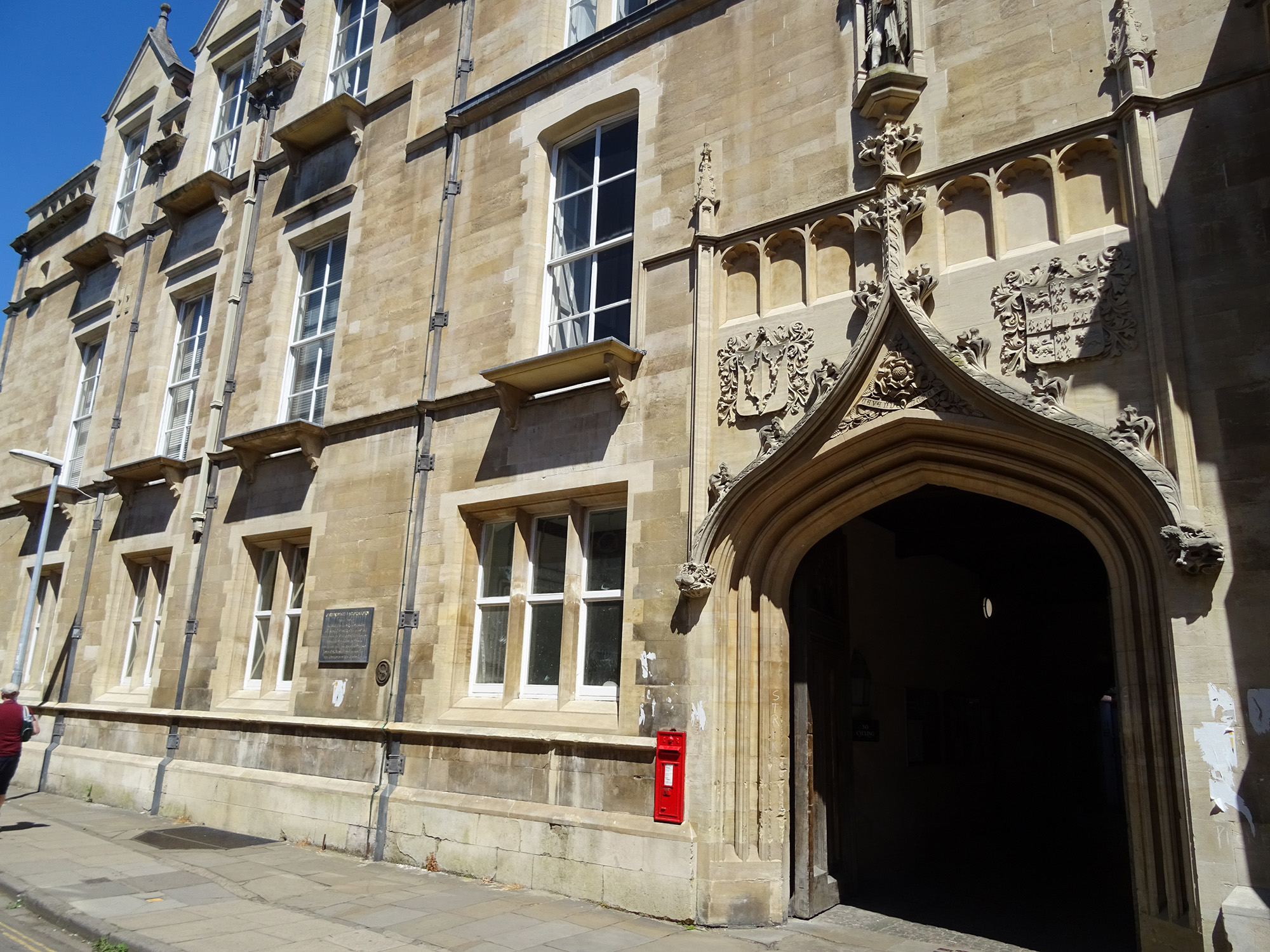
Cavendishlaboratoriet 1874-1974.

### Före 1900
Glazebrook började studera vid Trinity College, Cambridge 1872, tog en BA 1876, en MA 1879  och direkt därpå studerade han fysik under Maxwell vid Cavendishlaboratoriet. Han sysslade inledningsvis med optik, speciellt dubbelbrytning, och skrev sina första artiklar i Philosophical Transactions 1879 och 1881 i detta ämne. När Lord Rayleigh tog över efter Maxwell 1880 vände Glazebrook sig alltmer mot elektriska studier och utsågs, tillsammans med Napier Shaw, till demonstrator, vilket upptog tre dagar och lämnade tre dagar till forskning, privata studier och collegearbete.
Rayleigh hade blivit ledamot av British Associations kommitté för elektriska standarder 1881 och 1883 blev Glazebrook sekreterare i kommittén (en position han behöll till 1913). Rayleigh och Arthur Schuster arbetade vid Cavendish med att bestämma standarder för de elektriska enheterna, som  ampere, volt och, speciellt, ohm, men även Glazebrook förtog egna bestämningar av de två sistnämnda. Han tog även ansvaret för att testa motstånd, kondensatorer och andra komponenter så att de överensstämde med standarderna, vilka var under hans kontroll (han tog till och med med dem till Liverpool när han senare flyttade dit, vilket ledde till ett avbrott i testandet), och under hans senare år i Cambridge upptog dessa tester en stor del av hans tid, vilken i övrigt var fullproppad med undervisning och examinationer (han undervisade i matematik och fysik vid Trinity College 1881-1895 och i matematik vid universitetet 1884-1897), och publicerade flera artiklar inom området.
Glazebrook skrev sin första lärobok Physical Optics 1883 och, tillsammans med Shaw, Practical Physics 1885, vilken utkom i flera upplagor och fick stor spridning vid läroanstalter, även utomlands.
Rayleigh avgick som professor 1884 och Glazebrook hade hoppats efterträda denne, men elektorerna valde J.J. Thomson i stället, Glazebrook utsågs dock till biträdande direktör för Cavendishlaboratoriet 1891.
Under mitten av 1890-talet utgav han en serie "elementära teoretiska och praktiska läroböcker" i fysik (elektricitetsdelen kom dock först 1903 och optikdelen översattes även till tyska)
Den 18 mars 1898 övergav han Cambridge och tillträdde tjänsten som principal vid University College, Victoria University i Liverpool, en tjänst han gav upp efter knappt ett och ett halvt år.

### National Physical Laboratory

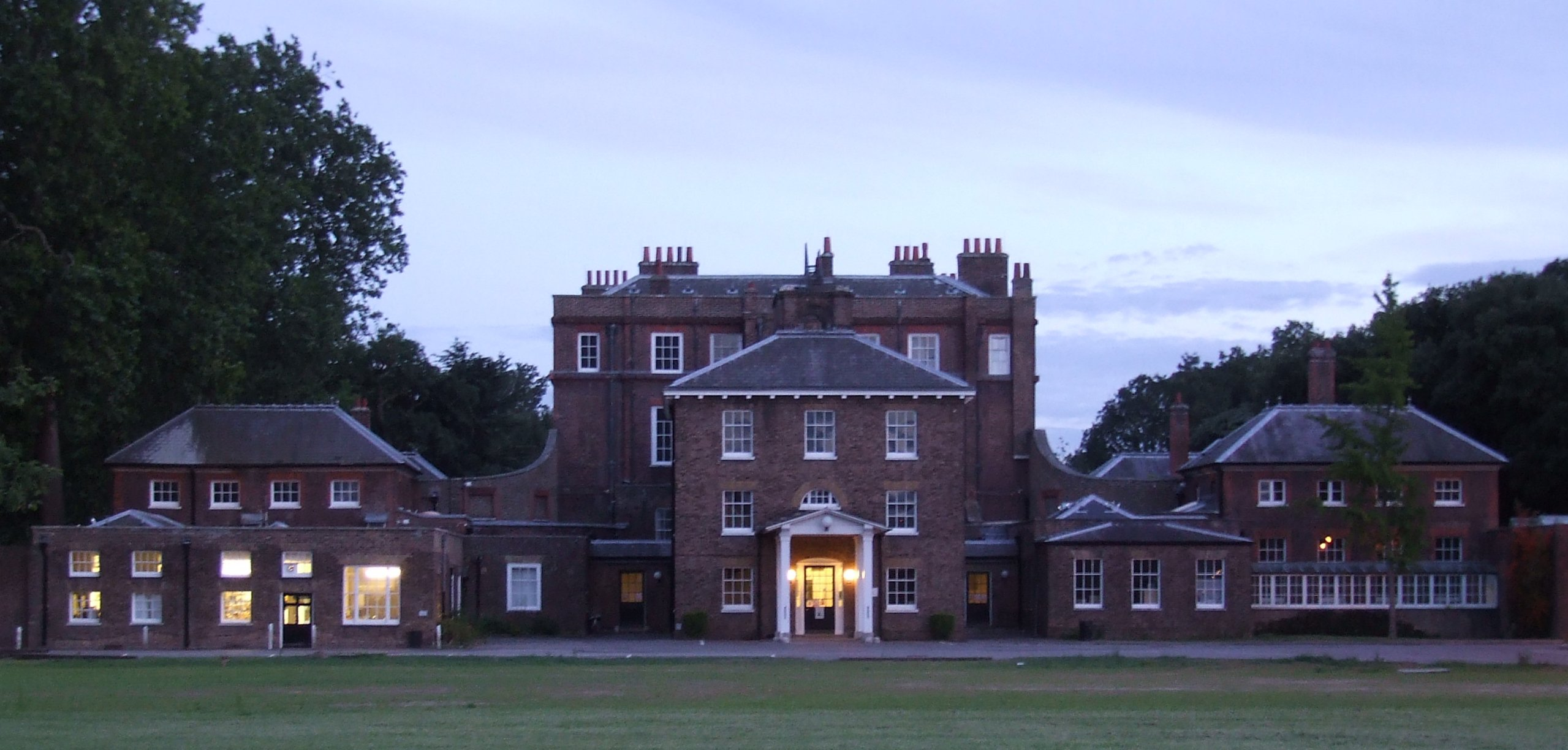
Bushy House, nordsidan.

Sommaren 1899 erbjöds Glazebrook tjänsten som direktör för National Physical Laboratory (NPL), vars inrättande hade beslutats av den brittiska regeringen på rekommendation av en kommitté under Rayleighs ledning tillsatt 1897 av den dåvarande premiärministern (och Rayleighs "svärfarbror") Lord Salisbury, och han sade upp sig som principal vid University College (ett förbehåll han gjort vid sitt tillträde var att han bara skulle behålla tjänsten om han inte utsågs till direktör för NPL) för att kunna delta i kommitténs (och dess underkommittéers) möten, vilket han gjorde regelbundet från den 17 oktober. Han tillträdde officiellt den 1 januari 1900 och hyrde ett hus i Richmond i sydvästra London; där Kew Observatory är beläget, i Old Deer Park, i vilket NPL huserade fram till dess att det till NPL ombyggda och tillbyggda Bushy House (beläget i Teddington, Richmond och som tidigare varit bostad åt Hertigen av Clarence, senare Vilhelm IV) invigdes formellt av prinsen och prinsessan av Wales (senare kung Georg V och drottning Mary) den 19 mars 1902. Kew Observatory fortsatte dock vara en del av NPL eftersom utrymme inte fanns vid Bushy House.
Under Glazebrooks ledning uppfördes ytterligare ett antal forskningsbyggnader bland annat innehållande vindtunnlar och vattentankar, men även en ny administrationsbyggnad. En ny byggnad för studier av magnetism uppfördes också i Eskdalemuir i södra Skottland eftersom den pågående elektrifierningen av London störde mätningarna (för denna blev Napier Shaw direktör). Under första världskriget var forskningen vid NPL dominerad av militära områden, som ammunitions- och vapentillverkning.
Den 30 april 1909, fem och ett halvt år efter bröderna Wrights lyckade flygning, bildades Advisory Committee for Aeronautics ("Rådgivande kommittén för aeronautik"), från 1920 kallad Aeronautical Research Committee ("Aeronautiska forskningskommittén") och han blev dess förste ordförande ("chairman"), medan Rayleigh blev dess president.
Glacebrook stannade kvar som direktör till sin pensionering 1919, då han efterträddes av Joseph Petavel.

### Efter 1919
Glazebrook flyttade till Cambridge efter sin pensionering från NPL (han stannade dock kvar som ledamot av NPL:s exekutivkommitté och var ordförande i denna mellan 1925 och 1932) och tog på sig redaktörskapet för Dictionary of Applied Physics. Han flyttade dock strax tillbaka till London på grund av sina många åtaganden i allehanda kommittéer och 1924 lät han bygga ett hus i Limpsfield i Surrey, där han bodde till sin död.
Han var från 1920 till 1923 professor i luftfart vid Imperial College of Technology och han satt kvar som ordförande för Aeronautical Research Committee till 1933, en post han alltså innehade i 24 år.

### Personligt
Richard Glazebrook var son till läkaren Nicholas Smith Glazebrook MRCS (1814-1900) och dennes maka Sarah Anne (född Tetley, 1826-1907) och äldst av nio syskon (fem bröder och fyra systrar).
Han gifte sig 1883 med Frances Gertrude Atkinson (1858-1948) och tillsammans fick de en son och tre döttrar.
Under sommarledigheterna åkte han vanligen till Schweiz där han ägnade sig åt bergsbestigning (första gången 1890 då han besteg det 4199 meter höga Rimpfischhorn) och han spelade golf när tid gavs.
1911 drabbades han av tyfus efter hemkomsten från Schweiz och var nära döden.

## Utmärkelser och eponym
Glazebrook utsågs till Fellow of the Royal Society 1882, var sällskapets vice ordförande 1919–1920 och 1924–1928, samt även dess utlandssekreterare 1924-1928. Han satt också med i olika kommittéer och var bland annat ordförande för fysikkommittén 1919-1921, 1923-1925 och 1927-1929.
Han tilldelades Hughesmedaljen 1909 (för arbetet med sin forskning kring elektriska standarder) och Royal Medal 1931 (för sitt framstående arbete inom experimentell fysik) av Royal Society samt Albertmedaljen (för sitt arbete inom National Physics Laboratory) 1918 av Royal Society of Arts.
Han valdes in som ledamot i Royal Aeronautical Society 1913 och tilldelades sällskapets guldmedalj 1933.
Han blev invald i American Philosophical Society 1895.
Glazebook utsågs till hedersdoktor vid Oxford, Edinburgh, Victoria och Heidelberg.
Han utsågs till Companion av Bathorden 1910, därefter Knight 1917 och Knight Commander 1920. 1934 utsågs han till Knight Commander av Victoriaorden för sin medverkan i olika "Royal Commissions".
The Institute of Physics och The Physical Society instiftade Richard Glazebrook Medal and Prize 1965.